# Erasmo de Formia
San Erasmo de Formia (siglo III - Ilírico, Balcanes ca. 303), también conocido como San Elmo, fue un santo italiano que vivió a fines del siglo III. Es el santo patrón de los marineros (junto con san Nicolás de Bari) y los violinistas. El fuego de San Telmo lleva este nombre en su honor originalmente —sin embargo, a la postre se atribuyó a San Pedro González Telmo, un santo español del siglo XII perteneciente a la orden dominica (esa es la razón por la que se representa a San Telmo en España vestido de dominico con una vela y/o un barco), al que se encomendaban los marineros españoles de la conquista de América—. Asimismo, Erasmo es uno de los catorce santos auxiliadores de la tradición cristiana, invocados como intercesores en Europa Central. Su fiesta se celebra el 2 de junio.

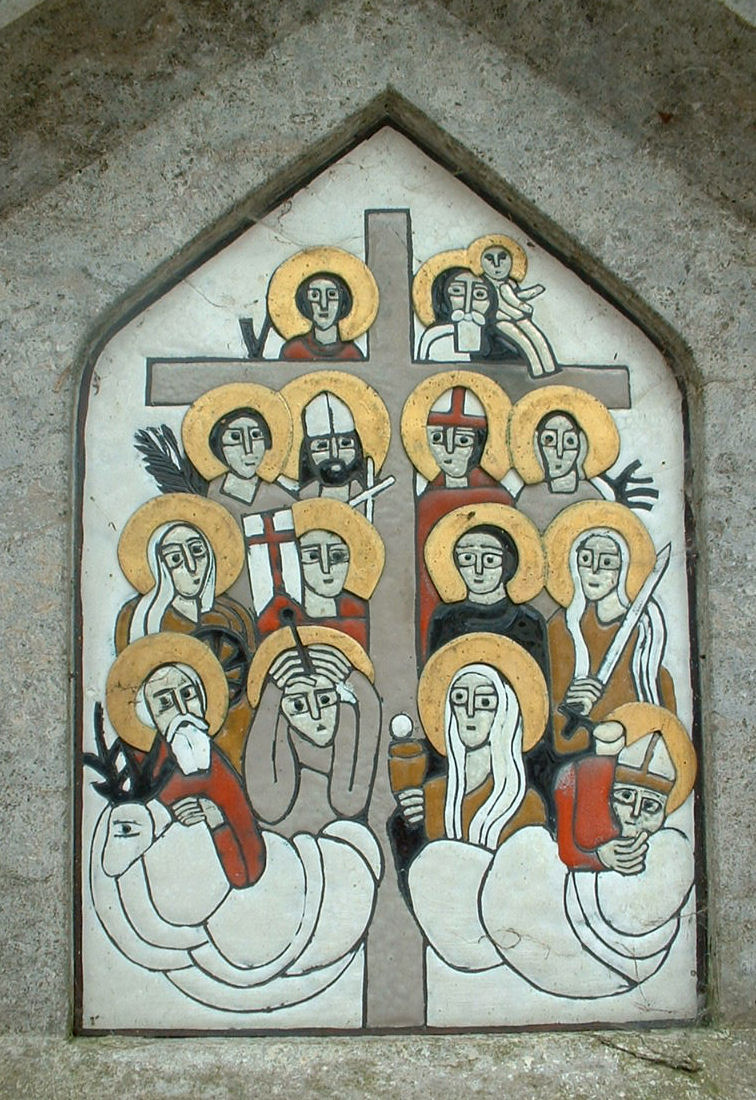
Los catorce santos auxiliadores con sus atributos.

## Leyenda

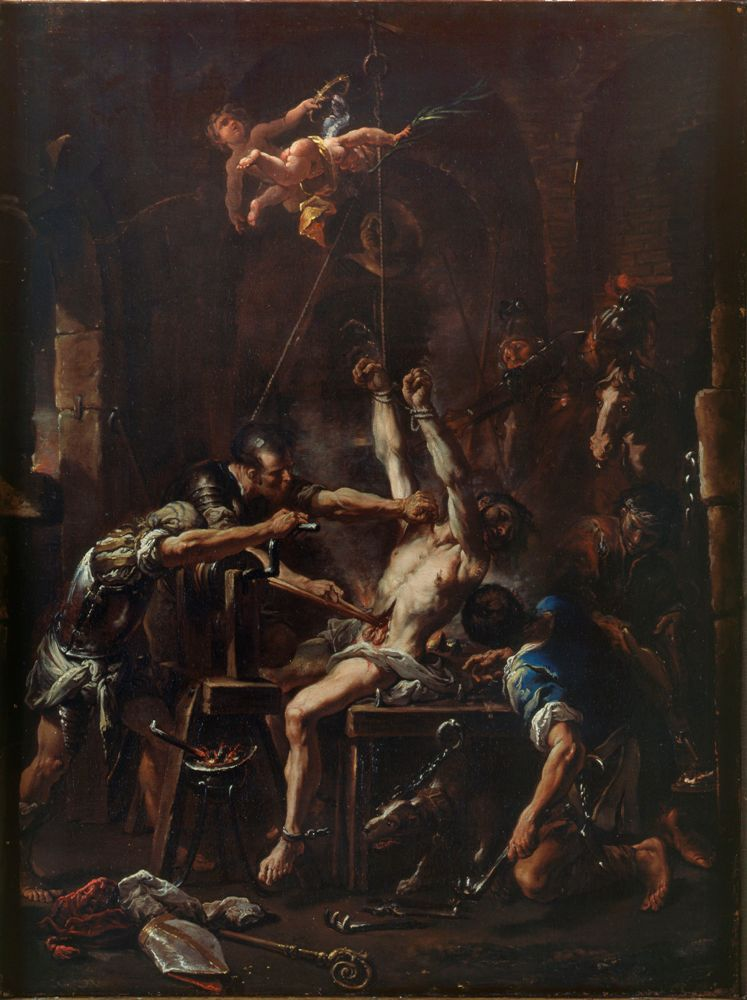
Martirio de San Erasmo.

Las Actas de San Elmo han sido recopiladas, en parte, a partir de leyendas en las que se lo confunde con un obispo sirio, Erasmo de Antioquía. Jacobo de la Vorágine, en su Leyenda dorada, lo reconoce como un obispo de Formia y de la Campania, un eremita de las montañas libanesas y un mártir sacrificado durante las persecuciones del emperador romano Diocleciano.
Según la leyenda, cuando empezaron las persecuciones de Diocleciano, Erasmo fue obligado a comparecer ante un juez, lo golpearon y lo escupieron, y después le causaron laceraciones que hicieron que se le reventaran las venas. Erasmo sufrió estos tormentos con una gran presencia de ánimo. Lo metieron en una fosa llena de serpientes y gusanos, lo rociaron con aceite hirviendo y cubrieron sus manos con azufre, pero él resistió todos estos suplicios con un estoicismo formidable, «dando gracias y alabando a Dios». Una terrible tormenta se abatió sobre sus torturadores, salvando a Erasmo de una muerte segura. Diocleciano lo hizo meter en otra fosa más angosta esperando que las serpientes y los gusanos acabaran con él.

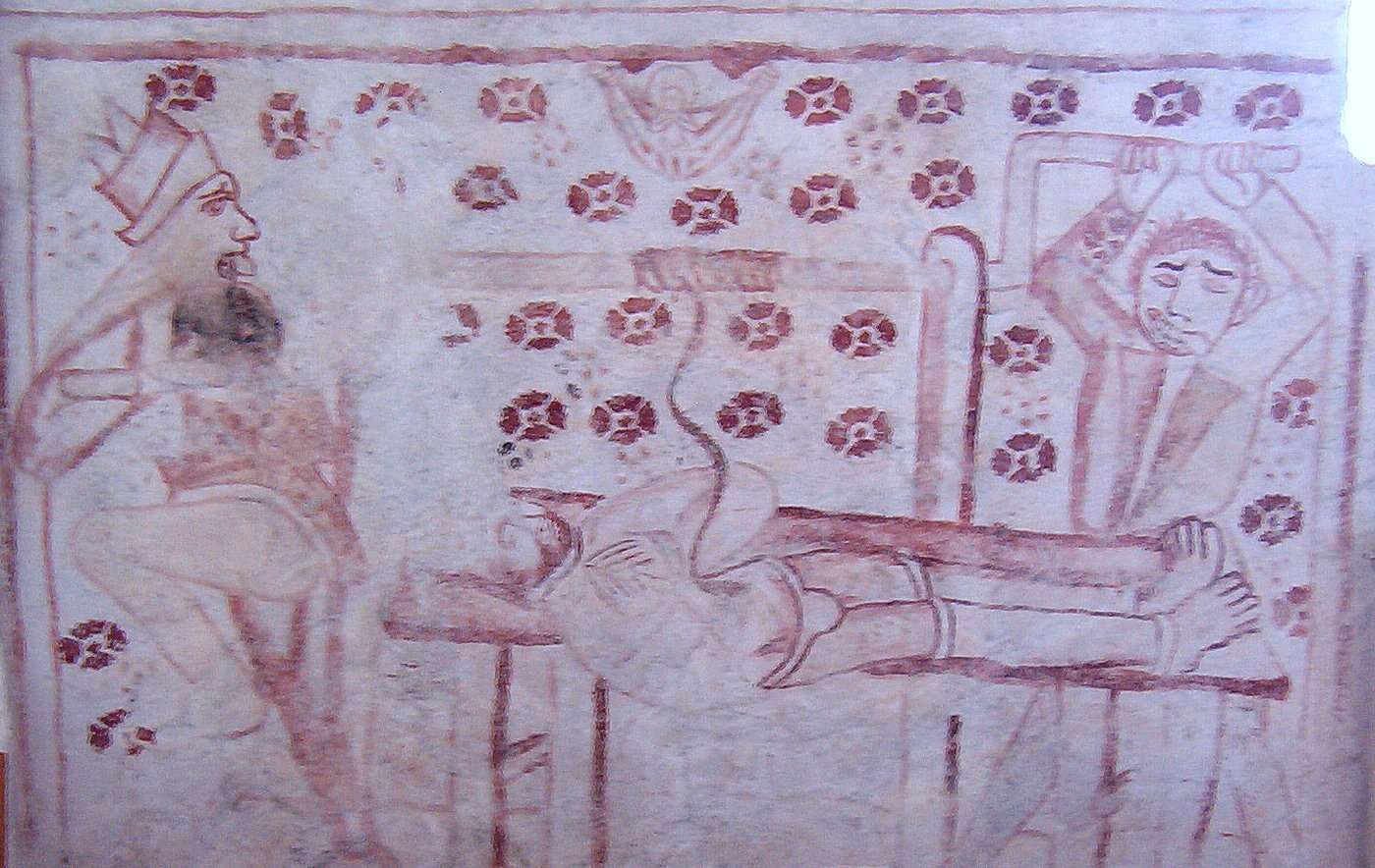
Un fresco del mostrando los tormentos de San Erasmo. Iglesia María de Bastad, Suecia.

A Diocleciano lo sucedió el emperador romano Maximiano Hercule quien, según Vorágine, «[...] era mucho peor que Diocleciano». Erasmo siguió predicando el Evangelio y fue, nuevamente, perseguido. Lo zambulleron en un baño que contenía agua hirviendo e intentaron cerrarle la boca aplicándole una combinación que contenía un metal derretido. Un ángel acudió en su ayuda resguardándolo de sus torturadores. El emperador, enfurecido, lo hizo meter en un tonel claveteado con pinchos y lo lanzó desde lo alto de una montaña, haciéndolo rodar; un ángel volvió a salvarlo. Sufrió otras torturas:

Le arrancaron los dientes [...] con unas tenazas. Lo ataron a un poste y lo asaron sobre unas parrillas [...] le atravesaron los dedos con unos clavos y le arrancaron los ojos. Desnudo, lo ataron de pies y manos a unos caballos con el fin de que éstos lo arrastraran hasta que sus venas reventaran.

Esta versión de la Leyenda dorada no cuenta de qué forma Erasmo huyó al monte Líbano y sobrevivió alimentándose con lo que unos cuervos le llevaban, un misterio precristiano. Volvió a ser capturado, lo llevaron ante el emperador que lo condenó, fue recubierto con pez y quemado (como lo fueron los primeros cristianos durante los juegos de Nerón), pero sobrevivió. Vuelto a encerrar con la intención de dejarlo morir de hambre, él se las compuso para evadirse de la misma.
De nuevo volvió a ser capturado y torturado en la provincia de Ilírico tras haber predicado y convertido al cristianismo a numerosos paganos. Por último, y según la leyenda, «su estómago fue partido en dos y sus intestinos fueron enrollados alrededor de un cabrestante». Esta leyenda, tardía, pudo ser debida a la interpretación de un icono en el que se muestra a Erasmo con un cabestrante, simbolizando su patronaje de los marinos.

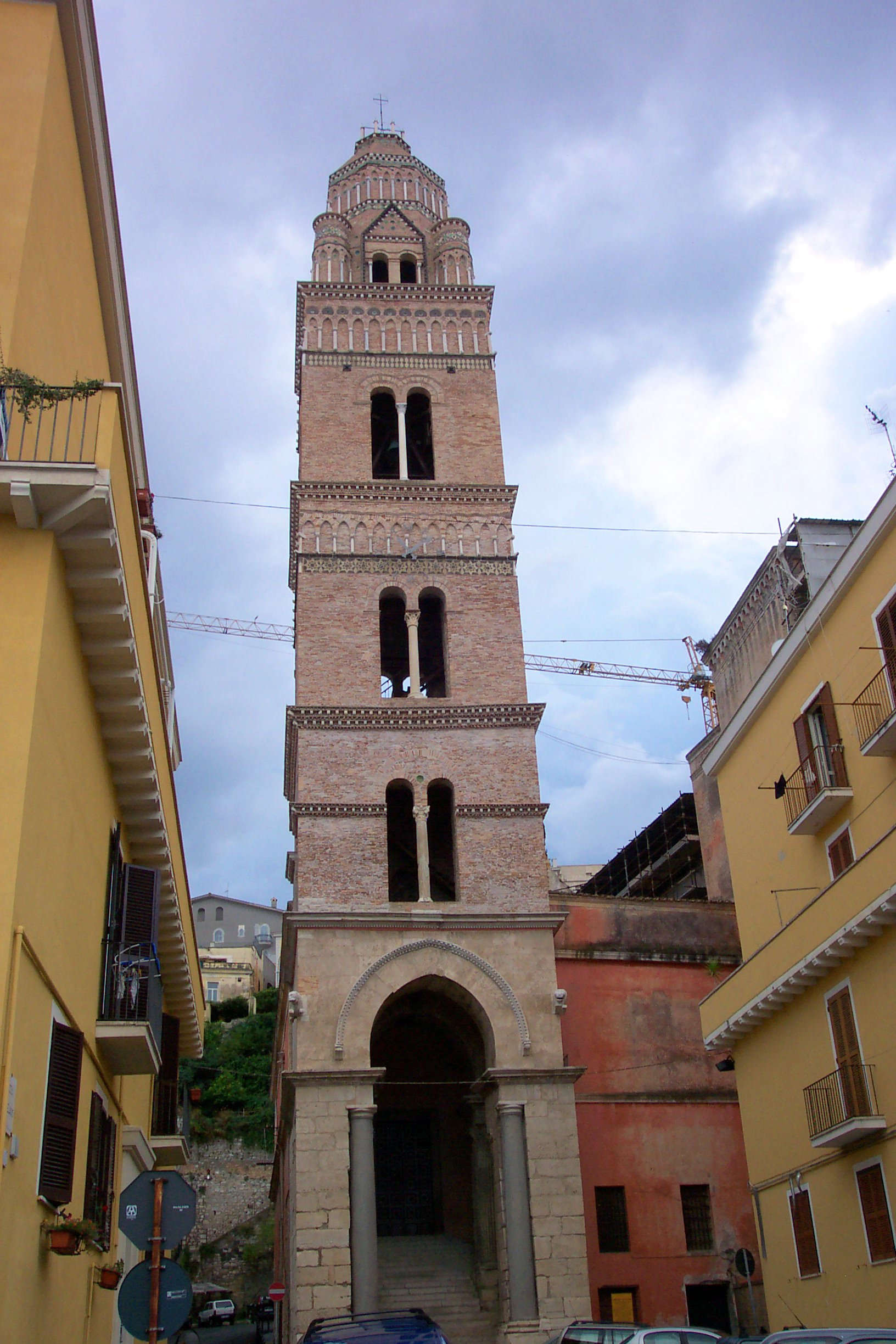
Campanario de la catedral de San Erasmo en Gaeta.

## Patrón de los marinos
Erasmo fue denominado patrón de los marinos porque continuó predicando después de que un rayo abriera la tierra cerca de él. Este hecho hizo creer a los marinos que, cuando se desata la tormenta en el mar, invocando a san Erasmo se librarían del peligro de naufragar. Las descargas eléctricas en los mástiles de los navíos fueron consideradas como un signo de su protección y, por ello, fueron llamadas fuegos de Sant. Elmo.
En el siglo VI, Gregorio Magno escribió que sus reliquias están conservadas en la catedral de Formia. Cuando esta ciudad fue arrasada por los sarracenos en 824, los restos de Erasmo fueron llevados a Gaeta, siendo nombrado patrón de Santeramo in Colle, Gaeta y de Formia.
Hay un altar dedicado a Erasmo en el transepto norte de la Basílica de San Pedro. Una copia del "Martirio de San Erasmo" de Nicolas Poussin sirve de retablo.
El cráneo de San Erasmo, venerado como reliquia, se encuentra supuestamente en la Iglesia de San Pedro de Múnich, Alemania. 
Además de ser el patrón de los marinos, también es invocado contra los cólicos infantiles, las enfermedades intestinales, los calambres y dolores propios de las mujeres, y contra la peste de los animales.

## Patrón de los violinistas
Además, es considerado el patrono de los violinistas (santa Cecilia lo sería de los músicos en general), pues, a pesar de que para el momento de su martirio el violín no existía aún, la palabra εράσμιος (erásmios) en griego antiguo se puede traducir como gracioso o agradable. Otra explicación posible reside en el hecho de que las primitivas cuerdas estaban hechas con intestino secado y enrollado.

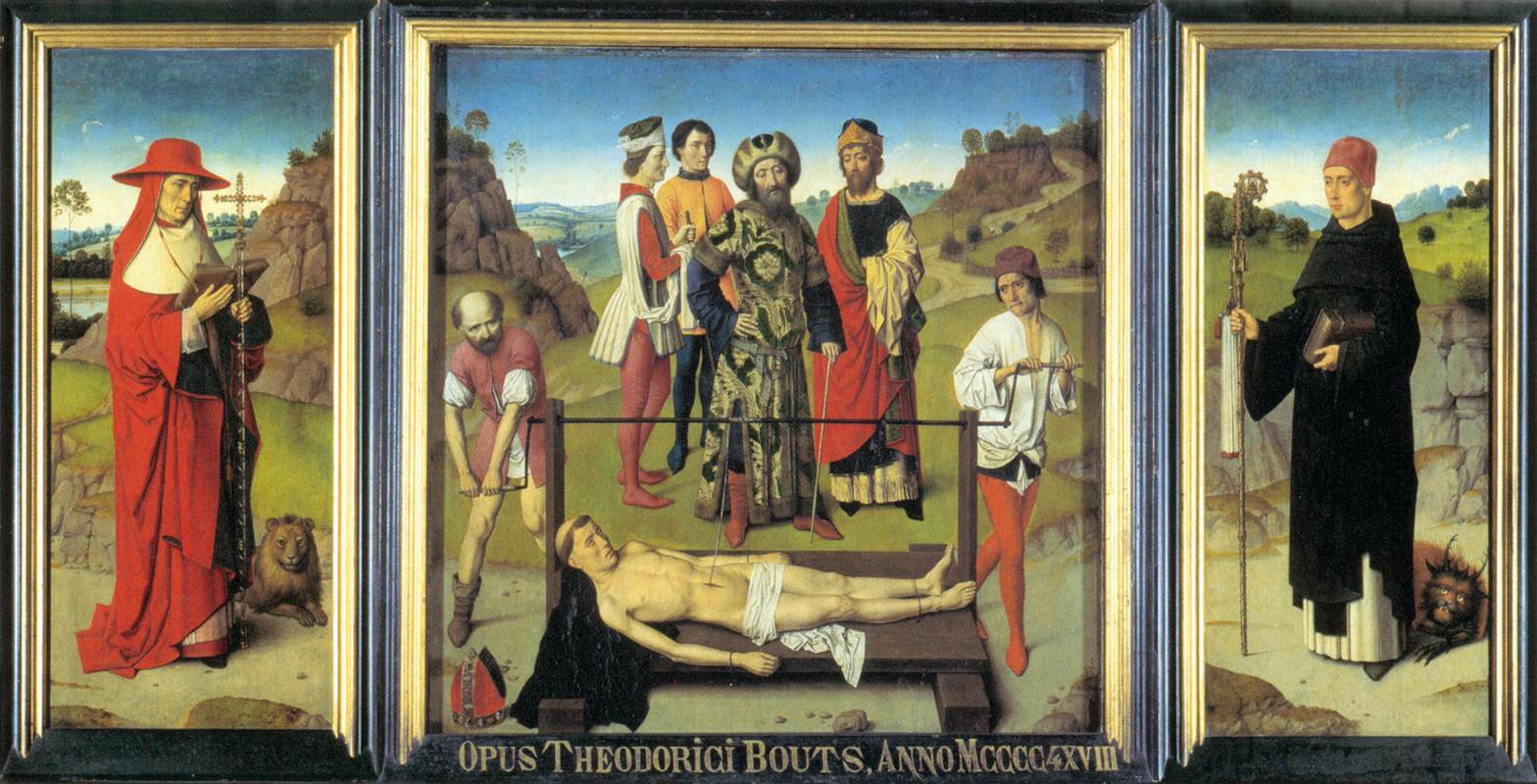
Dieric Bouts, Martirio de San Erasmo, Sint Pieterskirk, Lovaina, Bélgica, c. 1464

## Galería

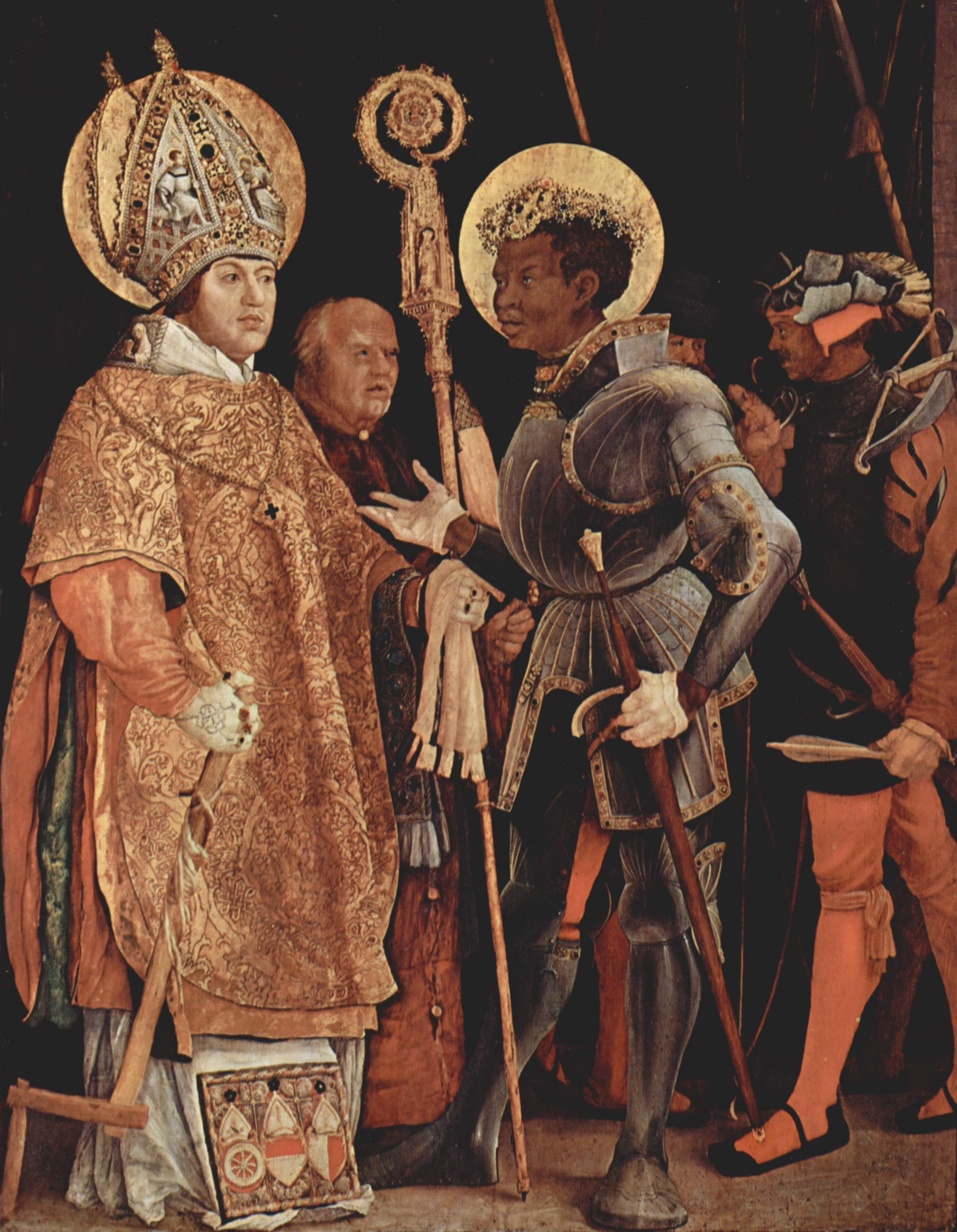
Encuentro de San Erasmo y San Mauricio, de Matthias Grünewald (1517-23), Alte Pinakothek. Grünewald utilizó a Alberto de Maguncia, que encargó el cuadro, como modelo para San Erasmo.
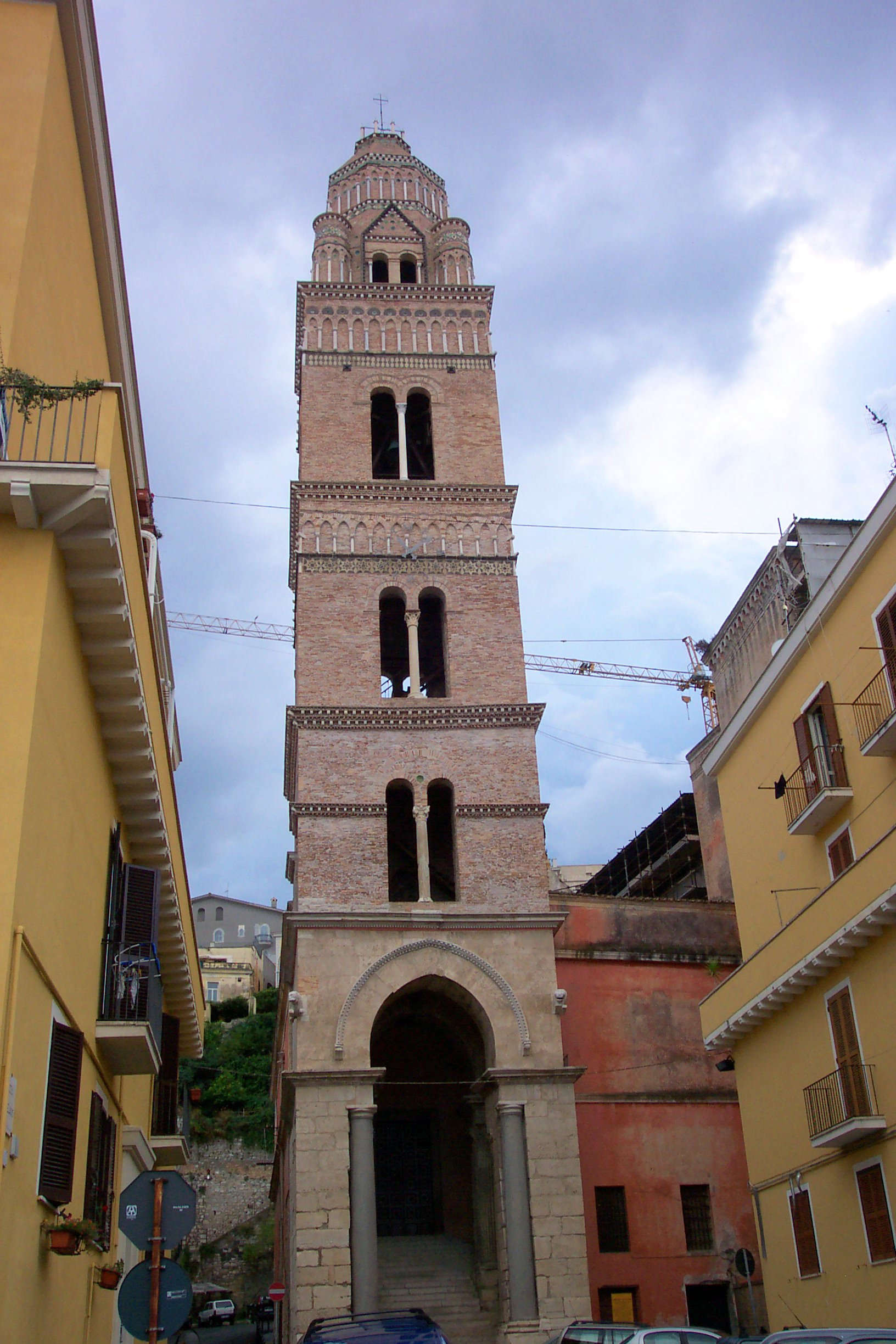
El campanario de la Catedral de San Erasmo en Gaeta
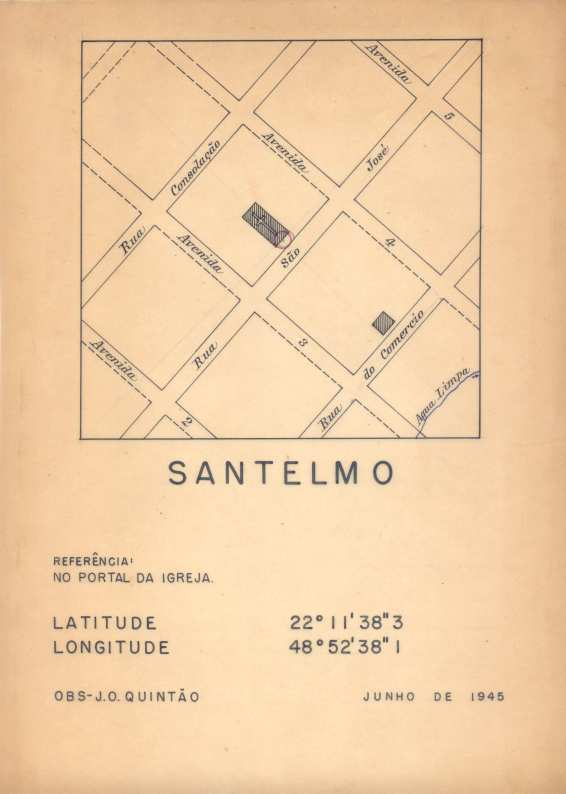
El martirio de San Elmo, por un pintor desconocido de los Países Bajos, en 1474
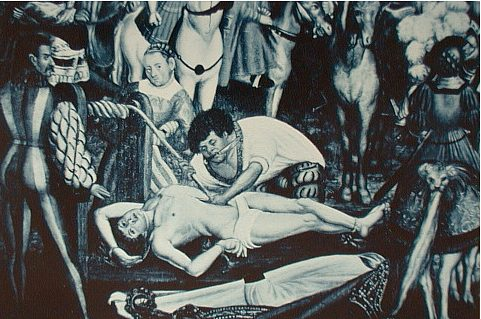
Martirio de San Erasmo